# Der Mädchenhirt
Der Mädchenhirt ist ein deutscher Stummfilm aus dem Jahre 1919 von Karl Grune. Das Drehbuch von Grune und Beate Schach beruht auf dem gleichnamigen Roman von Egon Erwin Kisch. 

## Handlung
Kommissar Karl Duschnitz nimmt an einer Fahrt auf einem Ausflugsdampfer teil, als der Schiffskessel explodiert. Panik bricht aus, und die Passagiere springen von Bord. Der Kripobeamte wird vom Fischer Chrapot vor dem Tode gerettet und zu sich nach Hause gebracht. In dessen Bett erwacht der Kommissar aus der Bewusstlosigkeit. Chrapot kehrt zum Unfallort zurück. Dessen Frau nutzt diese Zeit, zieht die Gardinen zu und legt sich zu Duschnitz ins Bett. Wenige Wochen später taucht des Fischers Frau beim Kommissar in dessen Polizeibüro wieder auf. Sie sagt, sie sei schwanger von ihm, und ihr Mann sei von diesem Faktum bereits unterrichtet worden. Duschnitz bietet an, der zukünftigen Mutter seines Kindes finanziell unter die Arme greifen zu wollen. Bedingung sei allerdings, dass das Kind niemals erfahren dürfe, wer der wahre Vater ist.
Jahre vergehen. Die Kampa-Insel in Prag ist ein beliebter Jugendtreff. Zu den jungen Leuten, die auf diesem idyllischen Fleckchen Fünfe gerade sein lassen wollen, zählen auch die Jungs „der scharfe Adalbert“, „der schwarze Toni“ und „der fesche Jarda“. Zu ihnen gesellen sich die beinah noch halbwüchsigen Frauen Louise Heil, Emmy Dworak und deren Schwester Betka. Jaroslav, also „der fesche Jarda“, und Betka sind miteinander liiert, während Louise heimlich für Jarda schwärmt. Später treffen sich Jarda und Adalbert in einer finsteren Kneipe, einer veritablen Spelunke. Dort hat Adalbert sich seine ‘Schaltzentrale‘ eingerichtet, von dort schickt er die Mädchen, die für ihn anschaffen gehen, auf den Strich: Er verdient sich seinen Unterhalt als Zuhälter. Eine der Prostituierten ist Emmy. Adalbert will den ein wenig naiven Jarda in diesen „Beruf“ einarbeiten; auch er soll Zuhälter werden, da dieser Job viel Geld bei wenig Arbeit verspräche, wie er meint. Dann behauptet Adalbert auch noch, dass in Wirklichkeit alle Mädchen diese Tätigkeit doch gern machen würden. Auf diese Weise will Adalbert Jarda dahingehend beeinflussen, dass er seine Freundin Betka ebenfalls für die Prostitution gewinnt. Betka wurde diesbezüglich bereits von Adalbert angesprochen und ist gar nicht mal abgeneigt. Da Jarda trotz beträchtlicher Bedenken nicht „nein“ sagt, beginnt nun auch dieses Mädchen als Hure anzuschaffen.
Betka trifft sich an dem folgenden Nachmittag mit ihrem ersten Freier in einer heruntergekommenen Absteige. Jarda will nicht glauben, dass es so weit gekommen ist. Er will seine Freundin dort herausholen, doch der Portier des Billighotels gewährt ihm keinen Zugang. Jarda ist nun völlig durcheinander. Angeekelt und vor Eifersucht glühend, läuft er ziellos durch die Straßen Prags. Kommissar Duschnitz hat derweil einen Termin bei einem Anwalt und erzählt diesem, dass er seit Jahren von der Mutter seines illegitimen Kindes, der Frucht einer „schnellen Nummer“ auf dem Fischerboot, unter Druck gesetzt wird. Es stellt sich bald heraus, dass jener Jarda tatsächlich dieses nunmehr erwachsen gewordene Kind aus dieser Kurzzeitbeziehung ist. Louise Heils Familie ist mittlerweile pleite, man kann sich nicht einmal das Nötigste zu essen kaufen. Louise geht zu ihrem Jugendschwarm Jarda, in der Hoffnung, dass der ihr helfen könne. Doch Jarda als Neu-Zuhälter ist so skrupellos geworden, auch sie für die Prostitution zu ködern. Er lockt das unschuldige Mädchen mit der Aussicht, auf diese Weise bald rasch aller finanzieller Sorgen enthoben zu sein.
Adalbert überredet Jarda zu einem Zweitjob. Er solle mal als Aushilfskellner in einem Varieté arbeiten. Dort lernt der Anfänger die Tänzerin Illonka kennen und beginnt in ihrer Garderobe mit ihr anzubändeln. Illonka schenkt ihm ein Zigarettenetui, dann verabreden sich beide für den folgenden Abend. Betka geht mittlerweile anschaffen und füllt Jardas Portemonnaie. Kommissar Duschnitz hat derweil vor, das Treiben der Kampa-Hooligans zu beenden. Er sieht den Kern der moralischen Verkommenheit in den Jugendlichen, die sich dort breitgemacht haben. Als neuestes Delikt wird der Polizei der Diebstahl eines wertvollen Zigarettenetuis gemeldet. Währenddessen hat Jarda ein schweres, selbstverschuldetes Problem am Hals. Durch seine unkontrollierten Sexualkontakte stellt der ihn untersuchende Arzt eine Geschlechtskrankheit, vermutlich Syphilis, fest. Der Polizei wird dann von einem Zuträger gesteckt, dass Jarda der Dieb des Zigarettenetuis sein müsse. Der Dieb wird im abgerissenen Treff der Jugendgruppe verhaftet. Auf dem Revier erlebt Duschnitz eine gewaltige Überraschung: Er sieht seinen Sohn Jarda zum ersten Mal und muss feststellen, dass sein eigen Fleisch und Blut ein wirklich heruntergekommenes Subjekt geworden ist.
Es kommt daraufhin zur direkten Konfrontation zwischen Vater und Sohn. Jarda klagt Duschnitz an, dieser sei dafür verantwortlich, dass er derart tief gesunken und Zuhälter geworden sei. Schließlich sei er, Duschnitz, als Vater nie präsent gewesen. Als Jarda gegenüber dem Kommissar handgreiflich werden will, wird er kurzerhand in eine Heilanstalt eingeliefert. Nach einiger Zeit ist Jardas Geschlechtskrankheit auskuriert, und er darf wieder zurück in die Freiheit. Doch er steht nun ganz allein da. Seine Mutter wendet sich ebenso von ihm ab wie seine alte Clique, bestehend aus Zuhältern und Jungnutten. Die Halbweltganoven glauben, er sei nunmehr als Spitzel der Polizei aktiv. Die treue Louise ist ihm als einzige geblieben und gibt Jarda ein Zimmer in ihrer Wohnung. Der junge Mann gelobt Besserung und nimmt sich vor, ein neues Leben zu beginnen. Von seinem Vater Duschnitz glaubt er das nötige Geld für diesen Neubeginn zu erhalten. Sein Plan ist, mit Louise Prag zu verlassen und ins Ausland zu gehen. Doch der Kommissar hat anderes vor. Er glaubt, dass Jarda nur auf die harte Tour einen Gesinnungswandel durchleben könne und will ihn daher in eine Besserungsanstalt stecken. Da flippt Jarda völlig aus. Aus erneuter Enttäuschung über den als Vater versagenden Duschnitz bricht er den folgenden Abend in dessen Haus ein, um an Geld zu kommen. Dabei erwischt ihn der Kommissar. Es kommt zu einer Rauferei, bei der Jarda ein Messer zückt und Karl Duschnitz ersticht. Jarda ist nun wie in Trance, völlig verzweifelt. Er will mit dieser Schuld, ein Vatermörder zu sein, nicht länger leben und beschließt, sich umzubringen. Louise wiederum will ohne Jarda nicht weiterleben und schließt sich ihm an. Beide stürzen sich in die Moldau.

## Produktionsnotizen
Der Mädchenhirt, eine damals gängige Bezeichnung für einen Zuhälter, entstand im August 1919 an mehreren Drehorten in Prag (Kampa-Insel, Altstadt, an der Moldau) und war Karl Grunes erste Filmregie. In diesem Film werden damalige Tabus wie Prostitution und Geschlechtskrankheiten thematisiert. Bereits im September 1919 wurde Grunes später mit Jugendverbot belegtes Regiedebüt uraufgeführt. Der Mädchenhirt war 1704 Meter lang, verteilt auf sechs Akte. Die heute im Filmarchiv des Bundesarchivs lagernde Fassung weist eine Länge von 1511 Metern auf.
Karl Grune entwarf auch die Bauten, die von August Rinaldi ausgeführt wurden. Grunes Co-Autorin Beate Schach war seine spätere Ehefrau, die Ex-Gattin von Max Schach. Der Mädchenhirt, 1914 veröffentlicht, war der einzige Roman Egon Erwin Kischs.
Eine weitere Verfilmung entstand 1929/30 unter der Regie von Hans Tintner: Entgleiste Jugend (in Österreich: Dunkle Existenzen).